# Atelier Shallie: Alchemists of the Dusk Sea
Atelier Shallie: Alchemists of the Dusk Sea es un videojuego de rol desarrollado por Gust para la plataforma PlayStation 3 publicado en 2014. Es el decimosexto juego de la serie Atelier y el tercero y último de la sub-serie Dusk.

## Argumento
«Las reservas de agua se están acabando... Las plantas se secarán y morirán... Todas las criaturas sedientas perecerán. Los azules océanos serán ahora mares de arena y toda vida marítima se quedará sin hogar. Aun así, el sol sigue brillando y, sin clemencia, todo se continúa secando. Sin prisa, pero sin pausa, todo está destinado a desaparecer en este Mundo del Ocaso.
Los mares de arena drenan la vitalidad de la humanidad. Dos jóvenes alquimistas tienen la oportunidad de dar con el paradero de una ciudad en medio de un oasis para salvar la vida de todos. Mientras estas chicas avancen como dos corrientes, muchos más las seguirán.»
Atelier Shallie trascurre 10 años después del comienzo de Atelier Ayesha y 6 años después del comienzo de Atelier Escha & Logy.

## Personajes
Shallistera Argo
Es la hija del jefe del clan de barcos de una aldea que se está viendo afectada por la escasez de agua. Como representante del clan, parte hacia la ciudad de Stellard para encontrar una solución a la sequía.
Shallotte Elminus
Una chica que lleva el taller de alquimia heredado de su padre. No tiene mucha experiencia, por lo que solo puede aceptar encargos pequeños que le reportan muy poco dinero. Sueña con triunfar y llegar a obtener grandes sumas de dinero.
Kortes Argo
Guardián de Shallistera en su viaje y su amigo de la infancia. Es sociable y de pensamiento rápido. Durante su infancia pasó un tiempo en Stellard, por lo que al haber vivido el progreso de la sociedad y de la alquimia cuestiona el modo de vida de su aldea.
Wilbell Voll-Ersleid
Una aprendiz de bruja que viaja para hacer contratos con espíritus. Se convierte en la maestra de alquimia de Shallotte. Le preocupa aparentar ser más joven de lo que realmente es. Wilbell apareció anteriormente en Atelier Ayesha y en Atelier Escha & Logy.
Jurie Crotze
Cazarrecompensas que trabaja para la Unión de Stellard. Es una persona solitaria a la que le encanta estudiar las leyendas y los tesoros antiguos. Con las reliquias que encuentra pretende pagar sus deudas para así poder vivir felizmente con su hermana pequeña, Miruca.
Miruca Crotze
Es una alquimista que se formó en la ciudad Central. Su especialidad es la fabricación de armas y armaduras mediante un equipo alquímico especializado. Es una persona poco sociable y no muy habladora que suele decir las cosas tal y colo las siente. Es amiga de la infancia de Shallotte y la hermana pequeña de Jurie, de quien se distanció un poco cuando se fue a estudiar a Central.
Keithgriff Hazeldine
Es un alquimista en busca de la verdad que se esconde tras el fenómeno del Ocaso. Viaja junto con la autómata Odelia. Su pipa medicinal es su mayor tesoro. Keithgriff apareció anteriormente en Atelier Ayesha.
Homura
Es un homúnculo, una criatura alquímica humanoide. Se dedica a buscar tesoros por la región de Stellard. Como al resto de homúnculos, le encantan los dulces, pero también es diferente a ellos porque es muy hablador y espabilado.
Solle Grumman
Un oficial del gobierno que ha sido asignado a la ciudad de Stellard para que establezca una sede del gobierno allí y ayude a investigar la situación de la ciudad. Es una persona racional y con la lengua muy afilada. Su afición consiste en hacer dulces. Apareció anteriormente en Atelier Escha & Logy. Solo puede ser controlado si se adquiere un DLC o si se juega en la versión de PlayStation Vita.
Escha Malier
Una alquimista procedente del mismo pueblo que Solle que un día es convocada en Stellard para ayudar a investigar la situación de la ciudad. Lo que más le gusta sintetizar es comida. Cuando intenta crear objetos únicos y extraños, acaba habiendo problemas. Es la protagonista de Atelier Escha & Logy. Solo puede ser controlada si se adquiere un DLC o si se juega en la versión de PlayStation Vita.

## Jugabilidad

### Selección de protagonista
Tras una fase introductoria a modo de prólogo en la que se presentan a las protagonistas y algunos elementos del juego, el jugador debe elegir quién será su personaje principal: Shallistera o Shallotte. Esta decisión provocará cambios en la historia, pero el desarrollo y objetivo final del juego serán el mismo en ambas rutas.

### Alquimia
En el caldero del taller del barco (ruta de Shallistera) o de la casa de Shallotte (ruta de Shallotte) se pueden sintetizar objetos. Además, al avanzar en la historia se desbloquea el taller de Miruca, donde se pueden crear (imbuir) armas y armaduras y fragmentar objetos para obtener sus componentes.
El procedimiento de creación de objetos es el siguiente:
1. Selección del objeto a sintetizar/imbuir. Se escoge de la lista de recetas disponibles. Si faltan materiales o si el nivel del objeto supera al nivel de alquimia de la heroína, no se puede creare. El nivel de alquimia aumenta conforme se van creando objetos.
2. Selección de los materiales. Las recetas pueden pedir materiales concretos o cualquier material que se encuentre dentro de una categoría (como «madera», «material venenoso» o «agua»).
3. Adición de los materiales. Se puede cambiar el orden en el que se introducen los materiales en el caldero y usar habilidades de síntesis (que se irán desbloqueando con el nivel de alquimia) y cadenas. Al usar materiales con el mismo tipo de atributo elemental surgen las cadenas. Cuando hay una cadena, se pueden usar habilidades especiales que aumenten el efecto de las habilidades del objeto. A mayor efecto, habilidades más potentes tendrá el objeto creado.
4. Finalización. En esta fase se pueden seleccionar atributos para el objeto transferidos de los materiales o de habilidades de síntesis.[11]

### Exploración
En la ciudad de Stellard, además de las tiendas y los talleres de alquimia, se encuentra la Unión. Allí se aceptan recados opcionales que, al completarlos, proporcionan recompensas (principalmente dinero). Existen recados de recolección, de síntesis, de cacería y especiales (como recados que solicitan otros personajes). En la Unión, además, se puede obtener información de «cambios ambientales» en distintas áreas. Estos cambios ocurren de manera automática y tienen efectos como: cambios en el número de monstruos de la zona, cambio del número de objetos que se pueden recolectar, etc.
En el mapamundi existen zonas de campo formadas por un solo mapa y mazmorras, que son áreas en las que se viaja por más de un mapa sin salir al mapamundi. Las zonas en donde hay disponible algún tipo de evento y en donde están ocurriendo cambios ambientales estarán marcadas. El mapamundi se irá ampliando conforme se avance en la historia.
En las zonas de campo existe una barra de «eventos de campo» que se irá llenando al recolectar o combatir. Cuando se llena, se obtiene un punto para realizar una acción. Estos puntos se acumulan mientras no se abandone la zona. Entre los eventos que se pueden seleccionar están: recolectar todos los materiales de la zona a la vez, iniciar un combate con un enemigo poderoso, descubrir objetos especiales, etc.
Dependiendo del personaje que se elija al principio de la partida, estarán disponibles unas acciones de campo de recolección u otras. Shallotte puede barrer el suelo con su escoba y pescar, mientras que Shallistera puede usar la radiestesia. La minería está disponible para ambas.
Se mantiene el sistema de equipamiento de los objetos que introdujo Escha & Logy, con algunas variaciones. Los objetos que se usarán en la exploración y combate deben ser equipados antes de salir de la ciudad. El sistema funciona como un puzle en el que cada objeto equipable ocupa determinadas casillas y tiene un determinado tamaño, y existe un límite en la capacidad.
Tocar a un enemigo en el campo iniciará un combate. Si se le toca golpeándolo con el arma, se ataca primero y se inicia el combate con la barra de apoyo ligeramente cargada.

### Sistema de combate
Al igual que en Atelier Escha & Logy (y previamente en los Mana Khemia), participarán seis personajes en combate (tres en primera línea y tres en la retaguardia). Los personajes en la retaguardia tienen una barra de apoyo que se va llenando en cada turno. Cuando está completa, pueden pasar a la primera línea (tomando el relevo de otro miembro) mediante un ataque de apoyo o una defensa de apoyo o usando el comando «intercambio» (swap).
Los comandos disponibles en combate son: atacar, usar objeto (solo con Shallistera y Shallotte), usar habilidad especial (consumen MP), defender, intercambiar y huir.
Los enemigos tienen una barra de «ruptura» (break) que se va llenando conforme reciben ataques. Cuando entran en el estado de ruptura, pierden su próximo turno.
Otra de las novedades con respecto a Escha & Logy es la barra de «explosión» (burst). Se llena atacando a los enemigos y se reduce cuando los miembros del grupo reciben daño. Cuando se llena, se inicia el modo explosión, que hace que durante unos cuantos turnos se puedan realizar ataques definitivos y ataques de apoyo en cadena.

### Límite de tiempo
Atelier Shallie elimina el límite de tiempo, presente en anteriores juegos de la serie. La historia progresa mediante el sistema de tareas (tasks). Una vez completadas las tareas principales de cada capítulo, se iniciará una fase de «tiempo libre» que solo finalizará cuando se alcance una cantidad de puntos obtenidos mediante la realización de tareas opcionales. Tras finalizar el tiempo libre, se avanzará hacia el siguiente capítulo de la historia. En cualquier caso, el jugador puede avanzar a su ritmo, sea en la fase de tareas principales o de tiempo libre.
Existe una barra de «motivación» que va desde «mala» hasta «buena» que se va llenando conforme se completan tareas, y desciende al explorar, sintetizar, recolectar o combatir. A mayor motivación, aumenta la velocidad de movimiento del personaje y se incrementa el número de objetos que se pueden recolectar.

### Sistema de amistad
Funciona de la misma manera que en el resto de títulos de la serie.

## Desarrollo
Originalmente lanzado solo para PlayStation 3, en noviembre de 2015 se anunció una versión con extras para PlayStation Vita, que fue lanzada bajo el título Atelier Shallie Plus: Alchemists of the Dusk Sea en marzo de 2016 en Japón y en enero de 2017 en el resto del mundo. Esta versión añade escenas de historia, nuevos personajes (Ayesha de Atelier Ayesha y Logy de Atelier Escha & Logy), atuendos y jefes opcionales y un final renovado además de los DLC del juego original.

## Recepción y críticas
El juego cuenta con una puntuación de 76% en Metacritic.